# Mycosphaerella octopetalae
Mycosphaerella octopetalae är en svampart som först beskrevs av Cornelius Anton Jan Abraham Oudemans, och fick sitt nu gällande namn av Lind 1924. Mycosphaerella octopetalae ingår i släktet Mycosphaerella och familjen Mycosphaerellaceae.  Arten är reproducerande i Sverige. Inga underarter finns listade i Catalogue of Life.